# Igreja Nossa Senhora da Glória (Porto Alegre)
A Paróquia Nossa Senhora da Glória é uma igreja católica localizada em Porto Alegre, no bairro Glória. 

## Histórico
A história dos 100 anos da Paróquia Nossa Senhora da Glória em linha do tempo
1889:
Coronel Luiz Silveira Nunes era dono de muitas chácaras na região. Em homenagem à República do Brasil, o Coronel Nunes chamou de “Glória” o arraial (bairro) por ele criado.
1893:
Doação do terreno pelo Coronel Nunes à Intendência Municipal (prefeitura) para a construção de uma praça.
A condição feita pelo Coronel era a construção também de uma capela em homenagem a Nossa Senhora da Glória.
1894:
Início da construção da capela, custeada com os próprios recursos do coronel. Os serviços religiosos ficavam por conta do padre da paróquia Menino Deus, que vinha a cavalo celebrar as missas.
1911:
Padre João Lütgen fundou o apostolado da oração da capela.
1915:
Criação da comissão, presidida pelo Coronel Nunes, para a então criação da Paróquia Nossa Senhora da Glória.
1916:
Em 23 de janeiro o então arcebispo Dom João Becker criou a Paróquia Nossa Senhora da Glória e nomeou o primeiro vigário, Padre João Maria Balém.
1920:
Em abril deste ano, padre Balém entrou em contato com as irmãs do Imaculado Coração de Maria para ver a possibilidade da criação de uma casa e futuramente de uma escola no bairro.
No mesmo ano ele foi chamado para assumir a direção das obras da nova Catedral. Assumiu entao a Paróquia como vigário o Padre Alberto José Colling.
Em outubro foi doada a imagem de Nossa Senhora da Glória para a paróquia, oferta do Dr. Alvaro Sergio Masera e sua esposa Paquita do Amaral Masera.
No fim do ano as irmãs do Imaculado Coração de Maria adquiriram uma chácara e uma casa. Elas ajudavam na paróquia com os paramentos e ornamentação, além do canto.
1922:
Nomeação do pároco José de Nadal.
1926:
Término das obras da igreja, solenemente inaugurada em 15 de agosto, festa da padroeira.
1927:
Começa a funcionar o Cinema da Glória, de propriedade da Paróquia, no salão junto a casa canônica.
1928:
Fundação do colégio paroquial das irmãs do Imaculado Coração de Maria, chamado de Colégio Santa Terezinha. Hoje Colégio Nossa Senhora da Glória.
Construção do prédio em frente a igreja, onde funcionaria o Cine Teatro-Glória.
1929:
Fundação da Sociedade São Vicente de Paulo na Paróquia.
1931:
Foi nomeado o quarto vigário da Paróquia, padre José Jungues, permanecendo pouco tempo por motivos de doença.
1932:
Assume como vigário o padre Afonso Schmidt.
1934:
Padre Afonso, adoecido, foi substituído pelo padre Cesar Vasconcelos, durante dois meses. Após tomou posso como pároco o padre Alfredo Simon.
1935:
Nomeado como vigário novamente o Monsenhor João Maria Balém.
1937:
Assumiu mais uma vez como vigário o padre Afonso Schmidt.
Fundação da Juventude Feminina Católica e da Juventude Católica Brasileira (rapazes).
1938:
Fundação da Obra das Vocações Sacerdotais, dedicada a fomentar novas vocações.
1940:
Foi nomeado o vigário cooperador padre João Germano Rambo, permanecendo dois anos no cargo.
Benção da Via-Sacra, adquirida no Rio de Janeiro.
1941:
Nomeação como vigário do Padre Cláudio Colling.
Durante a enchente que atingiu a cidade neste ano, o salão da paróquia foi transformado em posto de socorro, abrigando 94 pessoas por três semanas.
Fundação da União das Filhas de Maria, com 68 jovens da paróquia e 12 de outras.
1944:
Fundação da Capela Menino Jesus.
1946:
Ampliação do colégio Santa Terezinha, que a partir desta data passou a se chamar Colégio Nossa Senhora da Glória.
1947:
Nomeação do vigário Padre João Wittmann.
1949:
Inauguração da Escola Gratuita Monsenhor Leopoldo Neis.
1950:
Colocação da pedra angular das torres da igreja. Primeira reforma da Paróquia após sua completa finalização.
1951:
Início das aulas no Ginásio Masculino Nossa Senhora da Assunção, dirigido pelos irmãos Maristas.
1954:
Assumiu como vigário o padre Albano Wolkmer.
1955:
Assume como 11º vigário da Paróquia o padre João Germano Rambo.
1964:
Em 16 de fevereiro as missas passaram a ser rezadas em português.
1965:
Benção à nova Casa Canônica.
Em junho foi fechado o Cine-Teatro Glória por falta de condições da Paróquia para sustentá-lo.
1966:
Comemoração do cinquentenário da Paróquia.
1972:
O terreno onde ficava o cinema e o campo de futebol, em frente a Paróquia, foi vendido. O dinheiro foi aplicado no término da construção do salão paroquial e o restante seria aplicado na segunda reforma da igreja.
1974:
Início da segunda reforma, desta vez de maneira mais profunda, com a retirada das colunas internas e a modificação do telhado.
1979:
Em maio aconteceu o primeiro Encontro de Casais com Cristo (ECC).
Em 29 de outubro, data da comemoração dos 40 anos de ordenação do Padre Germano, ocorreu a reinauguração da igreja. Com a reforma finalizada, a única parte que permanecia inalterada era a frente do prédio.
1981:
Em agosto aconteceu o primeiro da série de almoços organizados pelas famílias Maccari e Lazzari.
1986:
Início das atividades do CLJ (Curso de Liderança Juvenil) na Paróquia
1989:
Comemoração do Jubileu de Ouro de ordenação sacerdotal do Padre Germano
1994:
Assume como 12 pároco o Padre Lívio Masuero, por solicitação do Padre Germano. Este foi nomeado Vigário Cooperador, e continuou na Paróquia.
2000:
Padre Germano falece em 5 de maio aos 83 anos. O corpo foi velado na paróquia e sepultado no cemitério dos padres ao lado da Gruta Nossa Senhora de Lourdes. Foram 46 anos dedicados ao serviço da Paróquia.
2001:
Em janeiro de 2001 assume como pároco o padre Tarcísio Rech, ficando até dezembro frente à comunidade.
2002:
Em fevereiro de 2002 assume como pároco o Padre João Carlos Strack.
2003:
Em abril de 2003 toma posse como pároco o Padre Guido Klein, precisando ficar afastado em 2004 por motivo de doença.
2004:
Assume a administração da Paróquia o Padre Vilmar.
2005:
Toma posse como pároco o Padre André Luiz de Paula Lico, da Comunidade Missionária Providência Santíssima.
2006:
Solenidade de dedicação da igreja, presidida pelo Arcebispo Dom Dadeus, durante a celebração dos 90 anos da Paróquia.
A Paróquia é homenageada em sessão solene na Câmara de Vereadores de Porto Alegre, proposta pelo vereador Nereu D’Avila.
2008:
Assume como pároco, o padre Fábio Donizetti
2009:
Em janeiro de 2009, o Padre João Batista Ferreira toma posse como pároco.
2011:
Padre Péricles Corrêa assume como pároco.
2015:
Início do ano jubilar do Centenário da Paróquia Nossa Senhora da Glória.
2016:
Em fevereiro, o atual pároco, Willian Oliveira toma posse.
Câmara de Vereadores de Porto Alegre aprova proposta do vereador João Carlos Nedel para homenagear os 100 anos da Paróquia em sessão solene. 
Obras de restauro da igreja para as comemorações do Centenário.
No dia 20 de agosto a Paróquia Nossa Senhora da Glória comemora 100 anos, no dia que a Igreja Católica celebra a Assunção de Nossa Senhora.
2017:
No dia 5 de março, ocorreu a missa de posse do novo pároco, padre Beto (José Roberto Gonçalves) e do vigário padre Júlio (Júlio César Rodrigues). A missa foi presidida pelo bispo auxiliar Dom Leomar Brustolin. 
2018:
Em agosto, o muro aos pés da escada que dá acesso à igreja foi revitalizado em mais uma ação de evangelização da Pastoral de Comunicação (Pascom) composta por comunicadores da paróquia. 
2019:
A Paróquia voltou receber uma visita pastoral após mais de duas décadas. Durante três dias, o bispo auxiliar Dom Leomar Brustolin percorreu as nossas comunidades do bairro Glória conhecendo de perto a nossa realidade, virtudes e desafios.  
RESUMO DAS CURIOSIDADES
A Igreja da Glória foi a primeira instituição do bairro. O seu surgimento contribuiu para desenvolvimento social e atração de novas instituições como escolas, por exemplo. 
A estátua de Nossa Senhora da Glória tem 96 anos. No Colégio Glória existe uma réplica da imagem. 
A imagem de São Pedro tem o rosto do doador do terreno da Paróquia, Luiz Silveira Nunes 
O mais antigo boletim informativo que temos registro é de agosto de 1916. 
O antigo Cine Teatro Glória, de propriedade da Paróquia, no início da década de 50, chegou a ser considerado um dos mais modernos de Porto Alegre. 
As torres laterais da Paróquia têm 33 metros.
Em 1975, a Paróquia passou por uma grande reforma de transformação. Foram 4 anos de obras até a missa de reinauguração no dia 29 de outubro de 1979. Todo telhado, vitrais, o forro, parede do altar e piso foram substituídos. As colunas também foram retiradas com a justificativa que atrapalhavam a visão dos fiéis. Apenas o estilo arquitetônico da fachada foi conservado. 
A missa de corpo presente do Padre Germano foi presidida pelo Arcebispo da época Dom Altamiro Rossato e concelebrada por 26 sacerdotes no dia 6 de maio de 2000, um dia após a sua morte.
Em 03 de maio de 2001, foi sancionada a Lei Municipal que denomina de Largo Padre João Germano Rambo a parte da área localizada em frente à Paróquia Nossa Senhora da Glória. No local existe uma placa de mármore com os seguintes dizeres: simplicidade e disposição a Serviço do Reino de Deus.
Em 2016, a Paróquia da Glória recebeu a Benção Apostólica do Papa Francisco, em decorrência do centenário.